# Lepthyphantes bidentatus
Lepthyphantes bidentatus là một loài nhện trong họ Linyphiidae.
Loài này thuộc chi Lepthyphantes. Lepthyphantes bidentatus được miêu tả năm 1990 bởi Gustavo Hormiga & Ribera.